# فيساغا (ماوري)

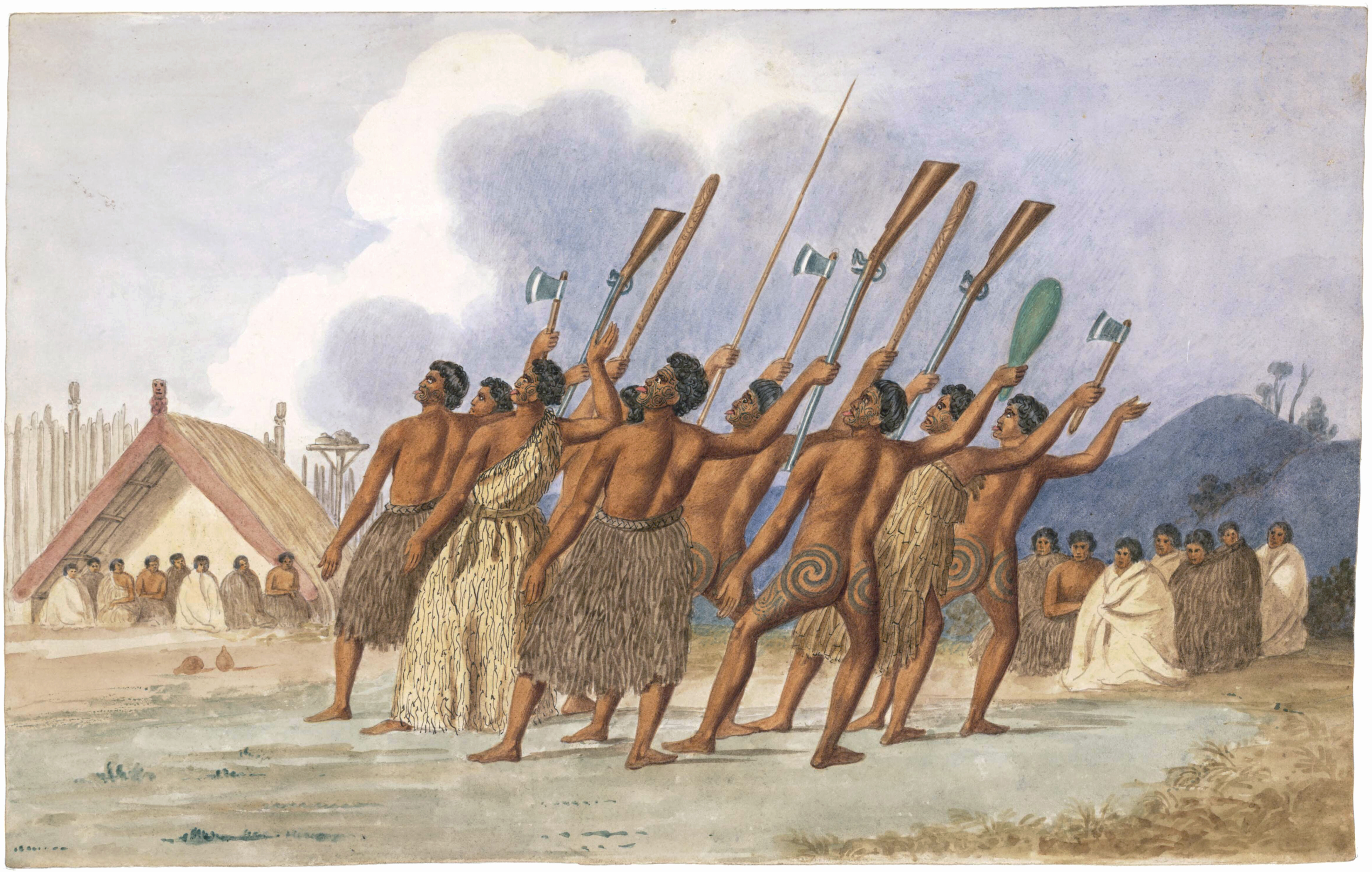
الماريون وهم يؤدون رقصة

فيساغا (بالإنجليزية: Fisaga)‏ اسم للنسيم الطري في الميثولوجيا الماورية والبولينيزية، الريح الوحيدة التي كانت تبقى حرة عندما يخضع ماوي Maui الرياح لسيطرته.